# Megamix (Lied)
Megamix ist der Titel eines veröffentlichten Liedes der estnischen Pop-Rock-Girlgroup Vanilla Ninja aus dem Jahre 2005.

## Produktion
Megamix wurde von David Brandes und Jane Tempest produziert. Der Titel ist eine Veröffentlichung aus Brandes’ Studio Bros Music, welches seinen Sitz in Weil am Rhein hat.
Bernd Meinunger schrieb die Texte, aus denen Megamix besteht. Allerdings war er hier als „John O’Flynn“ bekannt. Milan Sajé mischte die vier Tracks zu diesem Megamix zusammen. Sascha Kramer fotografierte die Estländerinnen auf beiden Versionen.

## Single
Der Song „Megamix“ ist kein neu produzierter Track vom Produzenten David Brandes, sondern ein Zusammenschnitt der Vorläufersingles Tough Enough, Don’t Go Too Fast, When the Indians Cry und Blue Tattoo. Der Song besteht aus jeweils einer Strophe von Tough Enough, Don’t Go Too Fast und When the Indians Cry und aus vier unterschiedlichen Refrains. Die CD sollte ein Abschied von Bros Music sein, da sich Vanilla Ninja nach dieser Veröffentlichung von Brandes und auch von dessen Label getrennt hatten.

## Veröffentlichung
Die Single Megamix erschien am 25. November 2005 in Deutschland, Estland, Österreich und in der Schweiz als physische Single und als 2-Track-Single. Der Song ist, neben den beiden Singleversionen, nur auf dem Best-of -Album von Vanilla Ninja zu hören. Die normale Version des Titels beinhaltet auch das Musikvideo zur Single.

## Chartplatzierungen
| ChartsChartplatzierungen | Höchstplatzierung | Wochen |
| ------------------------ | ----------------- | ------ |
| Deutschland (GfK)        | 79 (7 Wo.)        | 7      |
| Schweiz (IFPI)           | 66 (4 Wo.)        | 4      |